# Troy (Kansas)
Troy város az USA Kansas államában, Doniphan megyében, melynek megyeszékhelye is. Lakosainak száma 964 fő (2020. április 1.).

## Népesség
A település népességének változása:
| Lakosok száma | 131  | 1010 | 964  |
|               | 1860 | 2010 | 2020 |